# Financial Services Compensations Scheme
Das Financial Services Compensations Scheme (FSCS) ist ein seit dem 1. Dezember 2001 tätiger Fonds zur letztinstanzlichen Entschädigung der Kunden von Finanzdienstleistungsunternehmen mit Sitz im Vereinigten Königreich. Er wurde den „Financial Services and Markets Act“ (Gesetz über Finanzdienstleistungen und -märkte) im Jahr 2000 eingerichtet und sichert auch Ansprüche aus der Zeit vor Beginn seiner Tätigkeit ab.
Die Leistungen des FSCS richten sich in erster Linie an Privatpersonen und kleine Unternehmen. Größere Unternehmen können nur in Ausnahmefällen entschädigt werden, z. B. bei einigen Versicherungsleistungen. Eine Entschädigungsleistung ist erst möglich, wenn das FSCS nach Prüfung die Zahlungsunfähigkeit eines von der staatlichen britischen Finanzaufsichtsbehörde Financial Services Authority (FSA) zugelassenen Unternehmens festgestellt hat. Alle Unternehmen, die der britischen Bankenaufsicht FSA unterliegen, müssen Beiträge zur Finanzierung der FSCS zahlen.
Abgesichert sind Ansprüche aus Bankeinlagen, Investmentgeschäften, der privaten Immobilienfinanzierung sowie aus Versicherungspolicen bzw. Versicherungsvermittlungen. Dabei werden Ansprüche aus Versicherungsverträgen ohne Obergrenze zu 90 % ersetzt, bei gesetzlichen Versicherungen zu 100 %. Ansprüche aus Finanzgeschäften werden ebenfalls zu 100 % ersetzt, jedoch nur bis zu einer Obergrenze von 85.000 britischen Pfund (GBP). Vor dem 31. Dezember 2010 lag diese Grenze für reine Bankeinlagen bei 50.000 Pfund, vor dem 7. Oktober 2008 bei 35.000 Pfund. Bis zum 1. Oktober 2007 wurden maximal 31.700 Pfund ersetzt, und zwar die ersten 2.000 Pfund vollständig sowie 90 % von weiteren 33.000 Pfund.

## Weblink
- Internetpräsenz des FSCS für deutsche Nutzer